# سوزان بادج
سوزان بادج (بالإنجليزية: Susan Budge)‏ هي نحّاتة أمريكية، ولدت في 1959.